# Khestiou
Les Khestiou sont des Netjeri (génies) qui sont représentés par des hommes à têtes de chacals. Ils sembleraient qu'ils soient des adorateurs de la Lune.
On les retrouve représenté sur une frise du temple d'Edfou. Ils sont trois en posture d'adoration devant l'Œil d'Horus (l'Œil lunaire), qui lui-même, est entouré de Thot et de Horus.

## Sources
- (en) « Les barques du Soleil et de la Lune », sur Les temples de l'Égypte ancienne
- (en) Terence DuQuesne, Spirits of the West, Londres, Darengo Publications, coll. « Oxfordshire Communications in Egyptology » (no VIII), 1990
- « Le temple d'Edfou 3 (réédition, 1ère éd. 1928) », sur Institut français d’archéologie orientale du Caire : IFAO